# Porcellio tigrinus
Porcellio tigrinus là một loài chân đều trong họ Porcellionidae. Loài này được Colosi miêu tả khoa học năm 1921.